# 妖怪研究家ヨシムラ
妖怪研究家ヨシムラ（ようかいけんきゅうかヨシムラ）は、室井大資がLivedoor デイリー4コマに連載していた4コマ漫画作品。

## 概要
妖怪研究家であるヨシムラが最初に捕まえたカッパ（ブリック）の紹介で、さまざまな妖怪と出会う。既成概念とは違った形で現代化されている妖怪が描かれているのが特徴。

## キャラクター

### 人間
- 良村武（ヨシムラ）
- 芹沢教授
- ヨッパライ

### 妖怪
- ブリック（河童）
- のぶお（河童, ブリックの友達、芸術家）
- こんにゃく
- インターネット
- あずきあらい
- あかなめ
- まくらがえし
- のっぺらぼう
- ふなゆうれい
- はこあたま（天狗）
- サトリ
- おっぺしょいし
- こゆび入道
- エッセイスト志望のOLが鳴らないケータイを横目に「果物がくさった」だかなんかそういうエッセイを書こうとエンピツを削ったら芯がパキパキ折れの介…
- コロボックル
- カッパのニセ長老
- しょうけら
- とうふ小僧
- もどせ穴
- 送り犬
- 人魚
- がんばり入道
- すねこすり
- 首かじり
- シタガラゴンボコ
- 化け狸
- 座敷童
- 川女郎
- えんらえんら
- 雨降り小僧
- 伝説の巨人、ダイダラボッチ